# Pjanoo
«Pjanoo» (произносится как 'pee-ann-ooh') — композиция шведского DJ и продюсера Эрика Придза и австралийского музыкального продюсера Дэниела Р. Мюллера. Песня получила ротацию на многих британских радиостанциях, особенно на BBC Radio 1, где рекламировала их вечеринки «Radio 1 Big Weekend» и «Weekend in Ibiza». Композиция была успешной в Великобритании, достигнув в UK Singles Chart 2 места, а в UK Dance Chart став лидером на 10 недель. Музыкальный риф позаимствован из песни «I Was Tired of Being Alone» американской соул-певицы Патрис Рашен.

## История релиза
Трек получил промоушн с 17 марта 2008 года, когда собственный лейбл Придза Pryda выпустил ограниченное количество грампластинок, которые были доступны только по специальному заказу. Выпуск сингла состоялся 25 августа 2008 года на Data Records (внутреннем лейбле Ministry of Sound).
Придз сказал в интервью BBC Radio 1 о том, что написал трек в 2006 году, но на его выступлении в Стокгольме он не вызвал большого интереса публики. Музыкант забыл о треке вплоть до того момента, когда на недавнем выступлении нашёл его в своей коллекции, и решил сыграть его снова. Фанат снял это выступление, и выложил на YouTube. Запись набрала большое количество просмотров, и Эрик решил выпустить трек в качестве сингла. Уэльский драм-н-бейсовый продюсер High Contrast сделал на композицию успешный ремикс, выпущенный Data Records 26 августа 2008 года.

## Список композиций
Грампластинка (Pryda 11)
1. «Pjanoo»
2. «F12»

CD maxi
1. «Pjanoo» (Radio Edit) — 2:37
2. «Pjanoo» (Club Mix) — 7:31
3. «Pjanoo» (High Contrast Remix) — 7:04
4. «Pjanoo» (Afterlife Mix) — 5:38
5. «Pjanoo» (Fred Falke Mix) — 6:24
6. «Pjanoo» (Guy J Remix) — 7:43

CD сингл
1. «Pjanoo» (Radio Edit) — 2:37
2. «Pjanoo» (Afterlife Radio Edit) — 2:50

iTunes сингл
1. «Pjanoo» (Radio Edit) — 2:37
2. «Pjanoo» (Dana Bergquist and Peder G Remix) — 9:03

## Чарты
| Чарт (2008)        | Наивысшее место |
| ------------------ | --------------- |
| Австрия            | 22              |
| Бельгия (Фландрия) | 8               |
| Бельгия (Валлония) | 14              |
| Голландия Top 40   | 4               |
| Франция SNEP       | 21              |
| Германия           | 34              |
| Ирландия           | 7               |
| Испания            | 14              |
| Швеция             | 6               |
| Швейцария          | 31              |
| UK Singles Chart   | 2               |
| UK Dance Chart     | 1               |

## Сертификации
| Регион                                                                      | Сертификация | Продажи |
| --------------------------------------------------------------------------- | ------------ | ------- |
| Великобритания (BPI)                                                        | Платиновый   | 600 000 |
| Данные о продажах + прослушиваниях приведены только на основе сертификации. |              |         |

## В популярной культуре
- Входит в микс вместе с песнями «Shout» Tears for Fears и «Somebody Told Me» The Killers в видеоигре DJ Hero
- Композиция использовалась в дебютном трейлере игры Grand Theft Auto: The Ballad of Gay Tony, а также звучит в самой игре на радиостанции Vladivostok FM
- Песня проекта Cascada «Fever» частично основана на «Pjanoo»
- Использовалась в рекламе Sport Relief 2010 на телеканале BBC
- Песню можно услышать в эпизоде британского ситкома Coming of Age.